# Aculepeira packardi
Aculepeira packardi är en spindelart som först beskrevs av Tord Tamerlan Teodor Thorell 1875.  Aculepeira packardi ingår i släktet Aculepeira och familjen hjulspindlar. Inga underarter finns listade i Catalogue of Life.

## Bildgalleri

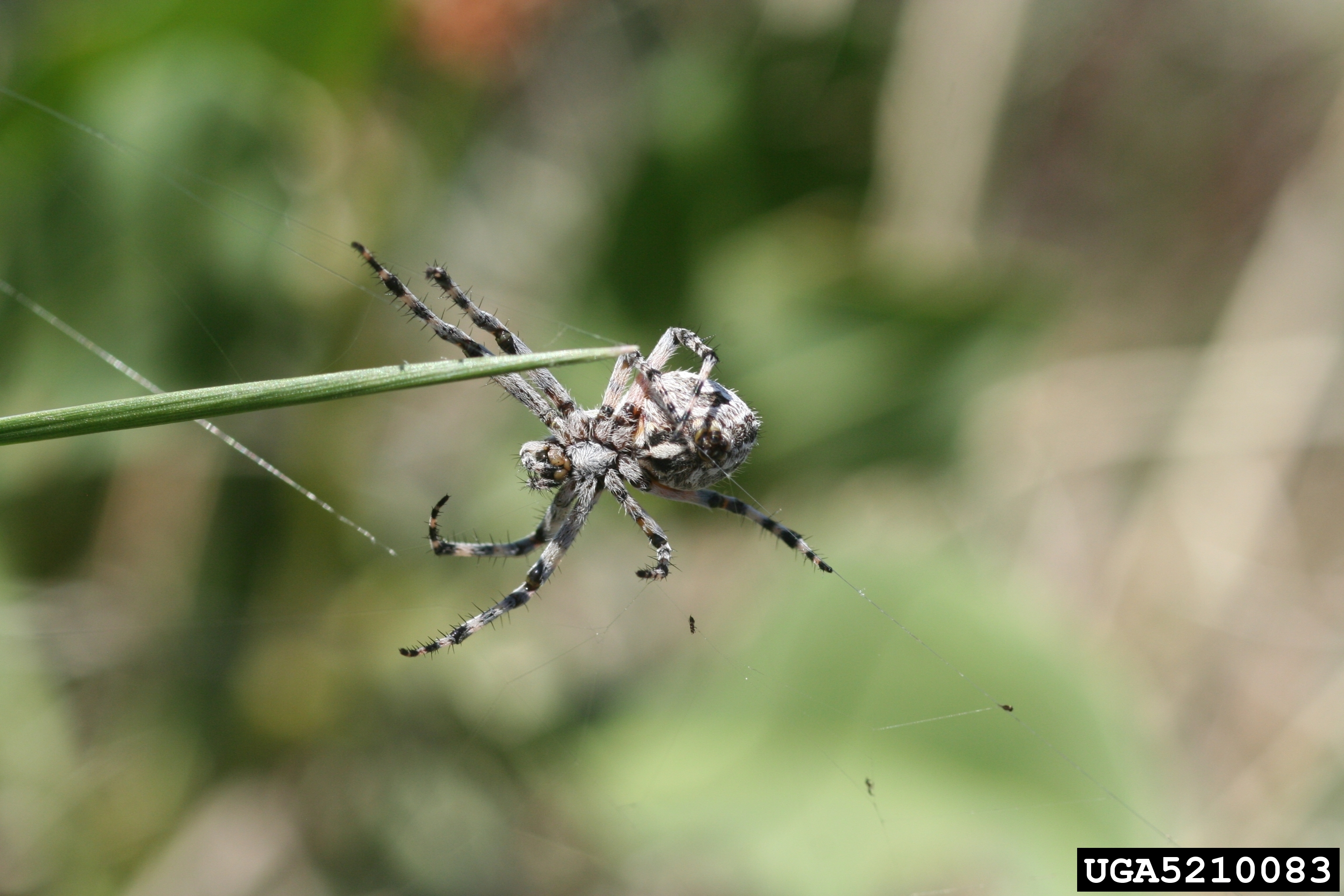